# Aurel Guga
Aurel Guga (Temeskubin, 1898. augusztus 10. – Temesvár, 1936. november 7.) román válogatott labdarúgó, csatár.

## Pályafutása

### Klubcsapatban
Gimnáziumi tanulmányait Oravicabányán végezte majd Lugosra költözött. Az első világháború miatt csak 1919-ben, 21 évesen kezdődött a labdarúgó pályafutása. A helyi klubban, a Vulturii Lugoj csapatában szerepelt először. Egy év után a kolozsvári Kereskedelmi Akadémiára jelentkezett, ahol az egy évvel azelőtt alakult egyetemi klub, az U Cluj játékosa lett.
1923 őszén az U Cluj első nemzetközi túrájára indult Grenoble-ba, az új stadion avatására. Első mérkőzésüket Lyonban a helyi csapat ellen játszották, ahol Guga három góljával 5–2-re verték a francia csapatot. A stadionavatón 3–0-ra győztek, ezen a találkozón Guga kétszer volt eredményes.
1925-ben lediplomázott és novemberben már a Gloria CFR Arad labdarúgója volt a regionális bajnokságban, ahol a csapat a második helyen végzett. 1926 márciusában az UCAS Petroșani együtteséhez igazolt. A petrozsényi klubtól 1927-ben távozott és a Jiul Lupeni játékosa lett két idényre. 1929-ben visszatért Kolozsvárra az U Clujhoz. 1930-ban itt vonult vissza az aktív labdarúgástól.

### A válogatottban
Aurel Guga volt a román válogatott csapatkapitánya az ország első hivatalos labdarúgó mérkőzésen Jugoszlávia ellen. A belgrádi találkozón a román csapat 2–1-re győzött. A győztes gól Guga szerezte, a másik román gól Rónay Ferenc nevéhez fűződik. Az első román válogatott kezdőcsapatában Gugán kívül magyar és német nemzetiségű főleg bánáti játékosok szerepeltek.
1924-ben tagja volt a párizsi olimpiai játékokon részt vevő csapatnak.
1922 és 1928 között 12 alkalommal szerepelt a román válogatottban és négy gólt szerzett. Kilenc alkalommal viselte a csapatkapitányi karszalagot.

## Halála
1936. november 7-én autóbalesetet szenvedett. Elvesztette uralmát a gépjárműve felett és a Béga-csatornába zuhant, ahol elsüllyedt és a baleset következtében életét vesztette.

## Statisztika

### Mérkőzései a román válogatottban
| Románia | Románia             | Románia      | Románia       | Románia  | Románia       | Románia               | Románia | Románia |
| #       | Dátum               | Helyszín     | Hazai         | Eredmény | Vendég        | Kiírás                | Gólok   | Esemény |
| ------- | ------------------- | ------------ | ------------- | -------- | ------------- | --------------------- | ------- | ------- |
| 1.      | 1922. június 8.     | Belgrád      | Jugoszlávia   | 1 – 2    | Románia       | Sándor király-kupa    | 1       | 61'     |
| 2.      | 1922. szeptember 3. | Csernovic    | Románia       | 1 – 1    | Lengyelország | barátságos            | -       |         |
| 3.      | 1923. július 1.     | Kolozsvár    | Románia       | 0 – 6    | Csehszlovákia | barátságos            | -       |         |
| 4.      | 1923. szeptember 2. | Lwów         | Lengyelország | 1 – 1    | Románia       | barátságos            | 1       | 38'     |
| 5.      | 1924. május 20.     | Bécs         | Ausztria      | 4 – 1    | Románia       | barátságos            | -       |         |
| 6.      | 1924. május 27.     | Párizs (FRA) | Hollandia     | 6 – 0    | Románia       | olimpiai nyolcaddöntő | -       |         |
| 7.      | 1925. május 31.     | Szófia       | Bulgária      | 2 – 4    | Románia       | barátságos            | -       |         |
| 8.      | 1926. április 25.   | Bukarest     | Románia       | 6 – 1    | Bulgária      | barátságos            | 1       | 17'     |
| 9.      | 1926. október 3.    | Zágráb       | Jugoszlávia   | 2 – 3    | Románia       | Sándor király-kupa    | 1       | 69'     |
| 10.     | 1927. május 10.     | Bukarest     | Románia       | 0 – 3    | Jugoszlávia   | Sándor király-kupa    | -       |         |
| 11.     | 1927. június 19.    | Bukarest     | Románia       | 3 – 3    | Lengyelország | barátságos            | -       |         |
| 12.     | 1928. április 15.   | Arad         | Románia       | 4 – 2    | Törökország   | barátságos            | -       |         |
|         | Összesen            |              |               | 12       | mérkőzés      |                       | 4       | gól     |